# Туриако
Туриа̀ко (на италиански: Turriaco; на фриулски: Turiàc, Туриак) е малко градче и община в Северна Италия, провинция Гориция, автономен регион Фриули-Венеция Джулия. Разположено е на 12 m надморска височина. Населението на общината е 2756 души (към 2011 г.).